# Limnophora mesovittata
Limnophora mesovittata är en tvåvingeart som beskrevs av Couri, Pont och Penny 2006. Limnophora mesovittata ingår i släktet Limnophora och familjen husflugor.
Artens utbredningsområde är Madagaskar. Inga underarter finns listade i Catalogue of Life.